# باستور بيزيمونغو
باستور بيزيمونغو (بالإنجليزية: Pasteur Bizimungu)‏ (و. 1950 – م) هو سياسي من رواندا وكان رئيس رواندا الخامس من الفترة اعتبارا من 19 يوليو 1994 وحتى 23 مارس 2000 ولد في جيسايني.